# Museo d'arte sacra di Monte Berico
Il Museo d’arte sacra di Monte Berico ha la sua sede nel Santuario di Santa Maria di Monte Berico, custodito dal 1435 dall’Ordine dei Servi di Maria.

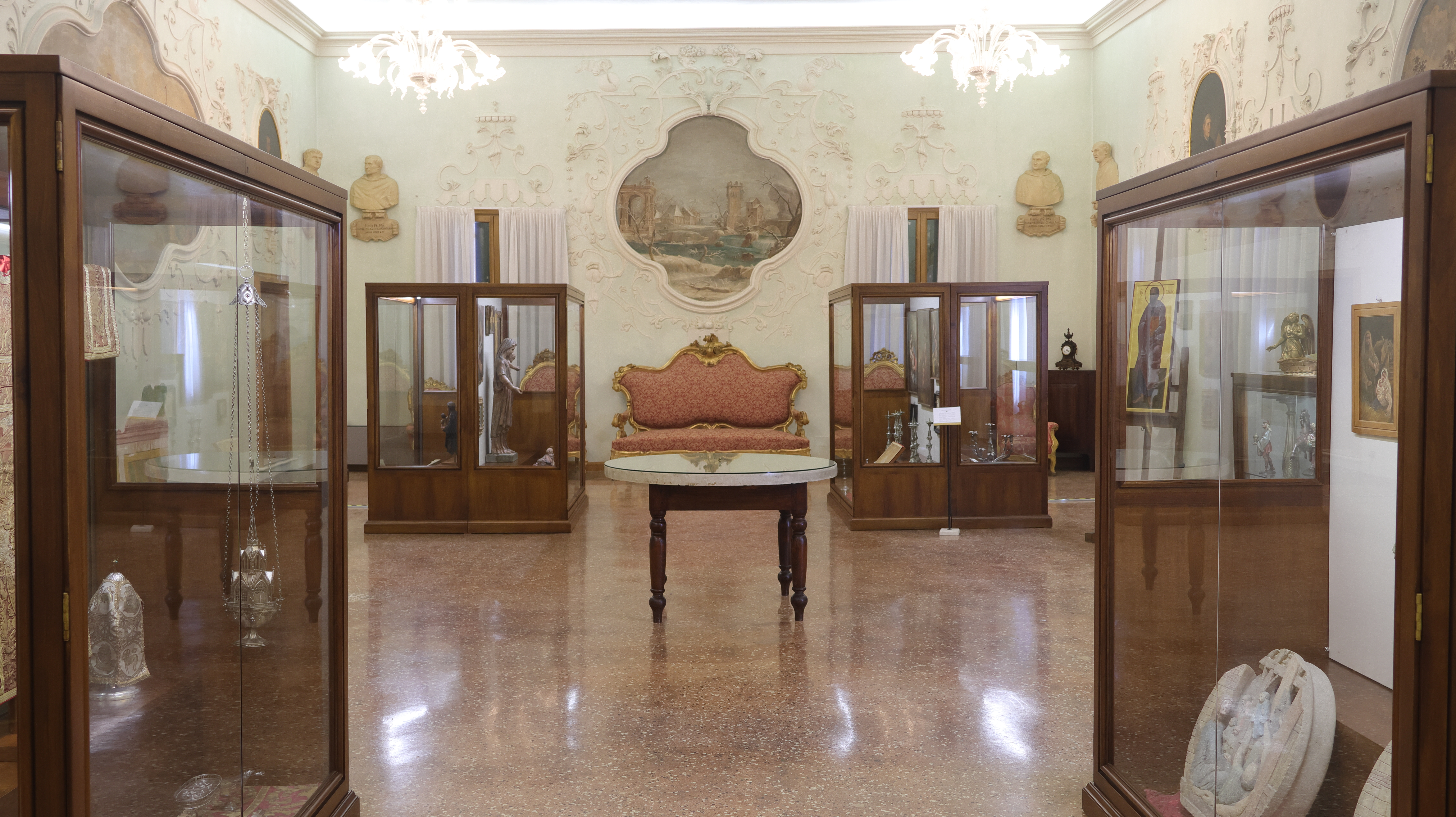
All'interno del Museo d'arte sacra di Monte Berico: sala dei Consultori

## Ai prodromi della musealizzazione (1971)
La prima iniziativa di musealizzazione è documentata nel catalogo Gli ex voto di Monte Berico, pubblicato nel 1971 da Gino Barioli, direttore allora del Museo Civico di Vicenza. Tale iniziativa coincide con la schedatura e il seguente ordinamento del deposito storico di opere devozionali, fino a quel momento esposte soprattutto in chiesa e nel chiostro del convento.

## Restauro dell’antica foresteria (1993-1994)
La sede museale vive un nuovo momento di avvio nel 1996, dopo il restauro dell’ambiente diretto dall’ingegnere e architetto Gaetano Cecchini, tra il 1993 e il 1994. Tale intervento riporta in luce una serie di frammenti affrescati, presenti nella sala d’ingresso e nel salone detto «dei Consultori». In origine, questo vano fungeva da foresteria conventuale, attiva dal XVI al XVIII secolo.

## Salone dei Consultori
Ambiente centrale del Museo d’arte sacra è il salone dei Consultori, sede originariamente della foresteria conventuale. Il «camerone» integralmente affrescato, come documentano frammenti superstiti risalenti al XVI secolo, viene riformato radicalmente nel 1707, in seguito a un’elargizione di fra’ Ferdinando Gabrielli, il quale dispone di «fabbricare una habitacione a’ sue spese sopra la cucina e camera del cuoco facendosi l’ingresso con una scala da erigersi».
Con quest’intervento di ristrutturazione si crea il salone «dei Consultori» o, meglio, dei «Frati illustri dell’Ordine dei Servi di Maria», definito così perché rappresenta una sequenza di busti raffiguranti i priori generali, alternata dai ritratti pittorici dei religiosi dell’Ordine divenuti «consultori» della Repubblica di Venezia, ossia consiglieri ecclesiastici del Senato. Il primo ad assumere tale incarico, il 28 gennaio 1606, è fra’ Paolo Sarpi, il quale ottiene la nomina a «consultore teologo», ruolo destinato a essere esercitato prevalentemente dai Servi di Maria, fino alla caduta della Serenissima.
Gli affreschi del salone dei Consultori sono stati realizzati attorno al 1707 dal veneziano Francesco Aviani (1662?-1715) e rappresentano quattro vedute di città inserite nei contesti ambientali diversi: dalla tempesta in mezzo al mare alla bonaccia, dalla nevicata alle fiamme di un incendio.
Nel corso del tempo, il salone subisce molteplici revisioni sul piano decorativo, fino ad assumere l’attuale assetto, dovuto anche alla risistemazione novecentesca, conseguente al crollo del soffitto durante un’incursione aerea della Seconda Guerra Mondiale, a causa dello scoppio di una bomba nelle vicinanze del Santuario.

## Itinerario museale dopo il riallestimento del 2020
Sin dalle origini, lo spazio museale si inserisce nell’ultimo piano dell’ala est dell’antico convento. In questo momento, la dimensione complessiva della sede museale accessibile al pubblico è di circa 370 m2. Si articola in sei sale di diversa grandezza, frutto di ampliamenti edilizi avvenuti in un lungo arco temporale, dal XV al XIX secolo.
L’attuale assetto museale è esito di un’ampia ricognizione di tutto il patrimonio artistico custodito a Monte Berico, eseguita nel 2020. Tale intervento ha portato all’ideazione di un itinerario tematico articolato in sei sezioni, in grado di offrire una narrazione didatticamente fluida nel suo insieme. Il percorso espositivo coinvolge oltre 500 manufatti, databili tra il XIV e il XXI secolo. Vi si trova anche un importante arazzo del XVIII secolo proveniente dal Cremlino di Mosca con scritte in cirillico e con l'immagine del Cristo risorgente.
Sezione 1 ‒ Sala delle icone: l’ambiente d’ingresso, dove alcuni frammenti d’affresco e segni di preesistenze architettoniche permettono di inquadrare anche materialmente il contesto storico e religioso, quello dell’antica foresteria. La sala ospita ora la raccolta conventuale di icone post-bizantine.
Sezione 2 ‒ Storia del Santuario di Monte Berico: la sala accoglie il corpus iconografico ispirato alle apparizioni mariane e alla fondazione del Santuario, assieme alle stampe devozionali dedicate alla Madonna di Monte Berico.
Sezione 3 ‒ Sala della Pietà: la sezione unisce varie opere pittoriche e scultoree ispirate al culto dell’Addolorata, il quale caratterizza in modo profondo la spiritualità dell’Ordine dei Servi di Maria dal Medioevo ai nostri giorni.

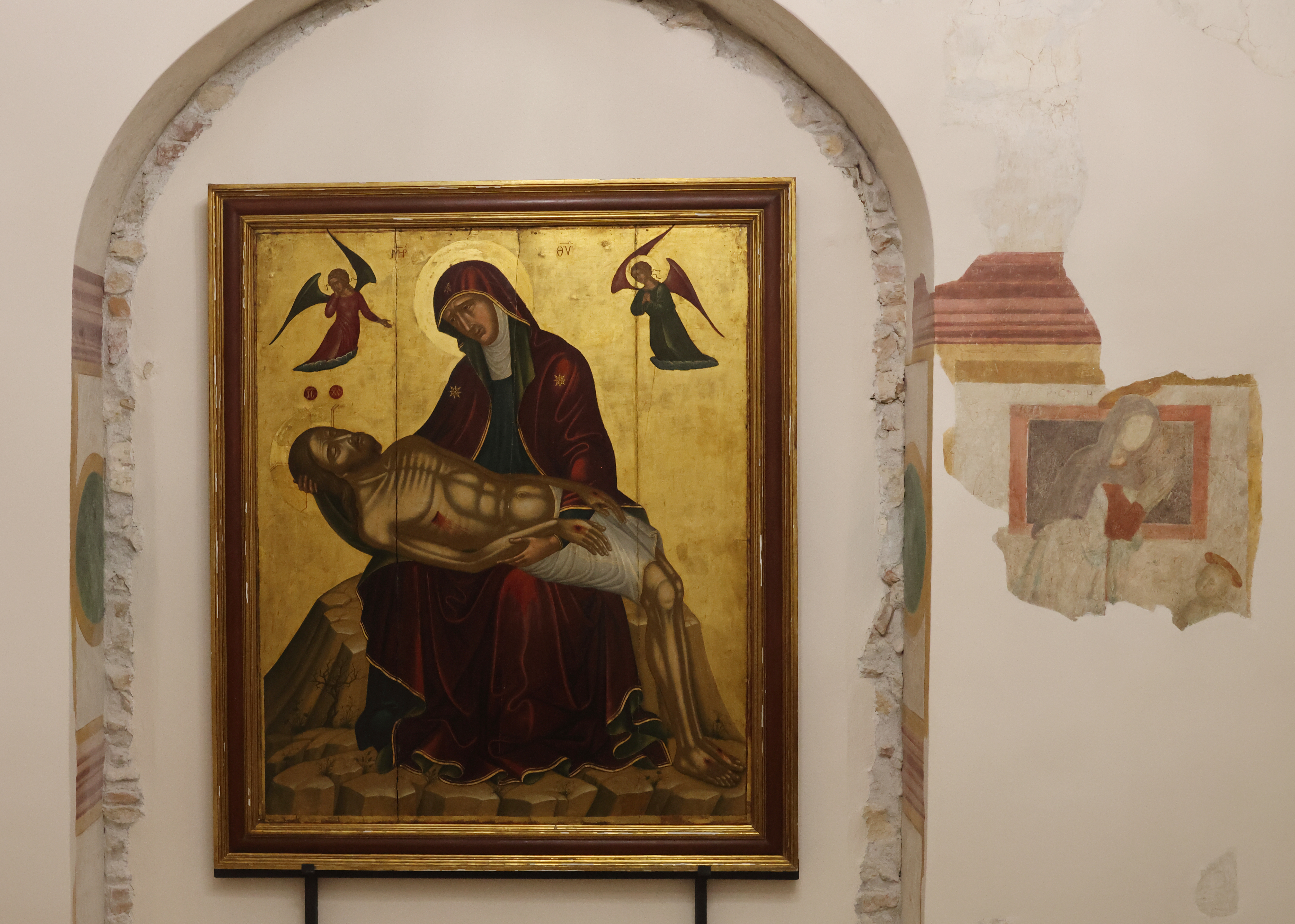
Andreas Pavias (attribuito a), Icona del compianto, fine XV sec., Museo d'arte sacra di Monte Berico

Sezione 4 ‒ Salone «dei Consultori» o «dei Frati illustri»: l’ambiente è caratterizzato da una decorazione murale di pregio, pittorica e scultorea, realizzata tra Sette e Ottocento. Il salone integra tre filoni tematici ‒ «Paramenti liturgici e suppellettili ecclesiastiche», «Memorie dei custodi Servi di Maria», «Immagini della natività e dell’infanzia di Gesù» ‒ inseriti all’interno delle grandi teche di vetro.
Sezione 5 ‒ Sala degli «ex voto»: il vero fulcro storico del museo, dove sono collocati più di cento ex voto dipinti (databili dal XV al XX secolo), che esprimono un racconto biografico, un momento di grande pericolo superato affidandosi alla protezione della Beata Vergine. Si accostano a questo nucleo pittorico altre testimonianze di grazia e di affidamento alla Madonna di Monte Berico: corone del Rosario, cuori votivi, medaglie battesimali ecc.
Sezione 6 ‒ Raccolta dei crocifissi: l’allestimento si colloca in una saletta decorata in maniera ecclettica tra l’Otto e il Novecento. Elemento di peculiare interesse storico-artistico nella decorazione fissa delle pareti sono cinque tavolette ovali del XVII secolo, attribuite a «Matteo dei Pitocchi», ovvero Matteo Ghidoni (1626-1689), specialista nella realizzazione dei soggetti ispirati ai ceti più umili della società, tra cui i mendicanti. Sul piano espositivo, si concentrano in questo ambiente i crocifissi di piccolo formato, provenienti in parte da raccolte personali dei frati.